# Rio Novo do Sul
Rio Novo do Sul is een gemeente in de Braziliaanse deelstaat Espírito Santo. De gemeente telt 11.447 inwoners (schatting 2009).

## Verkeer en vervoer
De plaats ligt aan de noord-zuidlopende weg BR-101 tussen Touros en São José do Norte. Daarnaast ligt ze aan de wegen ES-485 en ES-487.